# 爆烈勇侠外伝
『爆烈勇侠外伝』（ばくれつゆうきょうがいでん）は、ALI PROJECTの35枚目のシングル。
2023年7月8日にバンダイナムコミュージックライブから配信限定でリリースされた。

## 概要
株式会社ビスティのパチンコ『P コードギアス 反逆のルルーシュ Rebellion to Re;surrection』のために書き下ろされた新曲。
Bメロにピョートル・チャイコフスキーの『くるみ割り人形』より「金平糖の踊り」が引用されている。
サビ前にエフゲニー・スヴェトラーノフの『狂詩曲第1番 スペインの絵 jota』の録音音源が利用されている。同音源は『快恠奇奇』においても利用されている。